# Haunted Chocolatier
Haunted Chocolatier es un próximo juego de simulación de confitería de Eric "ConcernedApe" Barone, el desarrollador de Stardew Valley. Aún no tiene fecha de lanzamiento establecida.

## Jugabilidad
Haunted Chocolatier es un juego de simulación con elementos de rol de acción donde el personaje del jugador dirige una confitería. El jugador recolecta ingredientes para hacer dulces de chocolate mientras interactúa con los lugareños y los fantasmas de la ciudad. El jugador puede entablar relaciones románticas con personajes que no sean jugadores y puede personalizar el diseño de su tienda. En combate, el jugador puede usar armas y escudos para bloquear y desviar ataques.

## Desarrollo
Eric Barone, bajo el nombre de ConcernedApe, comenzó a desarrollar Haunted Chocolatier en 2020. Después de su exitoso juego independiente Stardew Valley, Barone planeó un proceso de desarrollo en solitario similar en el que haría todo por su cuenta. Anunció el juego con un avance del juego en octubre de 2021 y lanzó un sitio web promocional. Barone colabora simultáneamente en otro juego no anunciado. Haunted Chocolatier y Stardew Valley comparten un estilo de pixel art similar y se espera que compartan alguna conexión. A pesar del tema más oscuro de Haunted Chocolatier, como un castillo embrujado y fantasmas, quería que el juego fuera "edificante y reafirmante de la vida" y no considera que el tema sea negativo.
Haunted Chocolatier está inicialmente planeado para su lanzamiento en PC, aunque el desarrollador también está interesado en otras plataformas. No tiene fecha de lanzamiento establecida.